# 日本西部及び南部魚類図譜
『日本西部及び南部魚類図譜』（にほんせいぶおよびなんぶぎょるいずふ）は、明治時代から昭和初期にかけて長崎で活動した実業家、水産学者の倉場富三郎（トーマス・アルバート・グラバー）が編纂した、海産の魚類、甲殻類、軟体動物など水産動物を図説した全34巻合計805枚の図譜。通称『グラバー図譜』。
幕末から明治時代にかけて日本で活動したスコットランド人商人トーマス・ブレーク・グラバーと日本人夫人との間に生まれた実業家、水産学者の倉場富三郎は、明治40年に長崎汽船漁業会社を設立し、日本に始めてトロール漁業を導入したが、この新式の漁業は沿岸漁民との間に軋轢を生じ、やがて撤退を余儀なくされ、事業を保険業などに転換していった。そのころ大正の始めごろから昭和初期にかけて、富三郎は自ら長崎魚市場などをまわって魚類や甲殻類などの水産動物を収集し、ごく新鮮なうちに地元の小田紫星、萩原魚仙、長谷川雪香（女性）、中村三郎、井上寿一の五人の画家に生物学的に正確かつ精密な図譜として描かせた。
図は横49センチ、縦36センチの英国製ケント紙に描画されており、紙面に収まる大きさの生物は原寸大で、サメ類のように大きなものは縮尺を記して描かれている。また、形態記載上重要な鱗列の数、鰭条数、色彩、斑紋などを正確に描写してあるのみならず、同一種の背腹両面や体断面の形態までもが描かれている。さらに個々の図版には生物の学名、方言名、採捕年月日、採捕場所といったデータが付された。最終的に805枚となった図譜は『第1集・さめ類』から『第33集・くじら』および総リストを掲載した別巻の合計34巻に編集された。
富三郎の理解者の一人だった渋沢敬三は、実業家であると同時に漁業民俗学の研究者としても活躍していたが、この図譜を見せられて「わが国四大魚譜のひとつ」と賞賛した。富三郎は遺言書でこの図譜の遺贈先を渋沢に指定したため、第二次世界大戦終戦直後の富三郎の自殺後は渋沢敬三の所有となり、さらに渋沢は富三郎ゆかりの長崎にある長崎大学水産学部に寄贈した。
長崎大学は昭和48年から5年を費やして図譜の出版事業に取り組み、計5巻を刊行した。